# Wiązanie peptydowe
Wiązanie peptydowe – umowna nazwa wiązania amidowego występującego między aminokwasami peptydów i białek. Wiązanie peptydowe łączy grupę α-aminową jednego aminokwasu z grupą α-karboksylową drugiego aminokwasu.

Wiązanie peptydowe

Występuje ono w dwóch formach izomerycznych: cis i trans. W wiązaniu peptydowym wyróżnić można dwie formy mezomeryczne (rezonansowe), nadające wiązaniu węgiel-azot częściowy charakter wiązania podwójnego. Efekt ten wzmacnia siłę wiązania oraz silnie hamuje rotację wokół wiązania C-N, dzięki czemu wiązanie jest płaskie. Możliwa natomiast jest rotacja wokół wiązań z grupami bocznymi.

Formy mezomeryczne wiązania peptydowego

Aminokwasy połączone wiązaniami peptydowymi tworzą oligopeptydy, polipeptydy i białka.
Najczęściej obiema cząsteczkami są α-aminokwasy naturalne. Polimery naturalne powstałe z połączenia aminokwasów wiązaniami peptydowymi to białka. Wiązania peptydowe występują też w polimerach syntetycznych zwanych poliamidami, w tym przypadku jednak identyczne chemicznie wiązania są nazywane wiązaniami amidowymi.

Fragment białka z zaznaczonym na niebiesko wiązaniem peptydowym

Wiązanie peptydowe tworzą też często łańcuchy boczne aminokwasów w białkach, takich jak lizyna, z cząsteczkami przyłączonymi do białka (koenzymami).

Połączenie lizyny białka z kwasem liponowym